# Corallium konojoi
Corallium konojoi is een zachte koraalsoort uit de familie Coralliidae. De koraalsoort komt uit het geslacht Corallium. Corallium konojoi werd in 1903 voor het eerst wetenschappelijk beschreven door Kishinouye. 